# Bae Ki-tae
Pour les articles homonymes, voir Bae.
Bae Ki-tae, né le 3 mai 1965 à Daegu, est un patineur de vitesse sud-coréen. En 1990, il est devenu le premier champion du monde sud-coréen de patinage de vitesse avec sa victoire aux Mondiaux de sprint. Lors de ses deux participations aux Jeux olympiques, il a pris au mieux la cinquième place au 500 m aux Jeux olympiques de Calgary en 1988.

## Palmarès

### Championnats du monde

#### Championnats du monde de sprint
- Médaille d'or en 1990 à Tromsø.

### Coupe du monde
- 6 victoires